# Regimini Universalis Ecclesiae
Regimini Universalis Ecclesiae è una bolla pontificia di papa Leone X pubblicata il 4 maggio 1515, per promulgare il decreto della X sessione del Concilio Lateranense V relativo alle esenzioni e ai diritti dei vescovi.
La bolla (o decreto conciliare) inizia con l'espressione “Leo episcopus servus servorum dei ad perpetuam rei memoriam sacro approbante concilio”, ad indicare che con la sua bolla il papa promulga decisioni con l'approvazione del concilio.
Con questa bolla, il papa ed il concilio intendevano intervenire per riformare alcuni abusi presenti nella Chiesa, e rispondere in questo modo all'invocazione di riforma in capite et membris che proveniva dalla base. Alcune decisioni assunte:
- i capitoli degli Ordini religiosi esenti non possono, in forza della loro esenzione, vivere in modo irregolare ed evitare le possibili condanne o correzioni;
- ai vescovi diocesani è permesso visitare, una volta all'anno, i monasteri femminili di diritto pontificio presenti sul loro territorio;
- sono dichiarate nulle tutte le esenzioni date senza giusta causa, ad eccezioni dei diritti di esenzione dati ai protonotari e ai commensali dei cardinali;
- eventuali cause intentate e che riguardano benefici ecclesiastici la cui somma non supera 24 ducati saranno giudicati, in prima istanza, dai tribunali dei vescovi locali;
- è fatto divieto ai Principi di molestare gli ecclesiastici, di impossessarsi dei beni di una chiesa, di obbligarli a vendere o cedere in affitto i benefici;
- ai Metropoliti è fatto obbligo di riunire ogni tre anni il Sinodo provinciale; e ai Vescovi ogni anno quello diocesano.